# Galeazzo Ciano
Galeazzo Ciano, hrabia di Cortelazzo (ur. 18 marca 1903 w Livorno, zm. 11 stycznia 1944 w okolicach Werony) – włoski polityk, dyplomata i dziennikarz, czołowy działacz ruchu faszystowskiego, zięć Benita Mussoliniego. 24 kwietnia 1930 roku ożenił się z jego córką Eddą w kościele San Giuseppe przy via Nomentana w Villa Torlonia.

## Życiorys
Syn dowódcy i weterana I wojny światowej Constanza Ciano. Jako młody człowiek wstąpił do ruchu faszystowskiego, był uczestnikiem marszu na Rzym w 1922 roku. W latach 1925–1930 przebywał na placówkach dyplomatycznych m.in. w Rio de Janeiro, Pekinie i Szanghaju (jako konsul generalny). Po powrocie do Włoch był m.in. ministrem prasy i propagandy w latach 1935–1936, a w czerwcu 1936 objął posadę ministra spraw zagranicznych i członka Wielkiej Rady Faszystowskiej. Uczestniczył jako lotnik w wojnie z Etiopią.
Bywalec salonu Kitty, ekskluzywnego domu publicznego w Berlinie. W trakcie pobytu w Pekinie przypisywano mu romans z Wallis Warfield Simpson, przyszłą żoną króla Edwarda VIII.
Początkowo zwolennik sojuszu z hitlerowskimi Niemcami i ekspansji terytorialnej Włoch, w miarę upływu czasu opowiadał się za podpisaniem separatystycznego pokoju z aliantami. 25 lipca 1943 roku, podczas pamiętnego zebrania Wielkiej Rady Faszystowskiej, poparł przeciwników Mussoliniego i głosował za jego usunięciem (jako jeden z dziewiętnastu spiskowców). Internowany przez rząd marszałka Pietra Badoglio, zdołał uciec i przedostać się do Niemiec. Został aresztowany przez gestapo w związku ze swoim udziałem w usunięciu Duce i próbami negocjacji z aliantami, co zostało uznane za działalność antyniemiecką. Następnie przekazany w ręce włoskich faszystów (uwięziony w średniowiecznym więzieniu Scalzich w Weronie), stał się jednym z oskarżonych w pokazowym procesie w Weronie.
Mimo wysiłków żony został skazany na karę śmierci za zdradę stanu i rozstrzelany na terenie wojskowej strzelnicy na poligonie w San Procolo.
Autor słynnych Dzienników, na które złożyły się prowadzone przez niego notatki z podróży (także w Polsce) i z kontaktów z politykami wielu państw.
W 1938 roku odznaczony Orderem Orła Białego.
Z Eddą Mussolini (córką Benita Mussoliniego; zmarła w kwietniu 1995 roku) miał troje dzieci: Fabrizio (dziadek, duce nazywał go Fabbrizio – podwójne bb), Raimonda zwaną Dindina i Marzio.